# Streets of New York

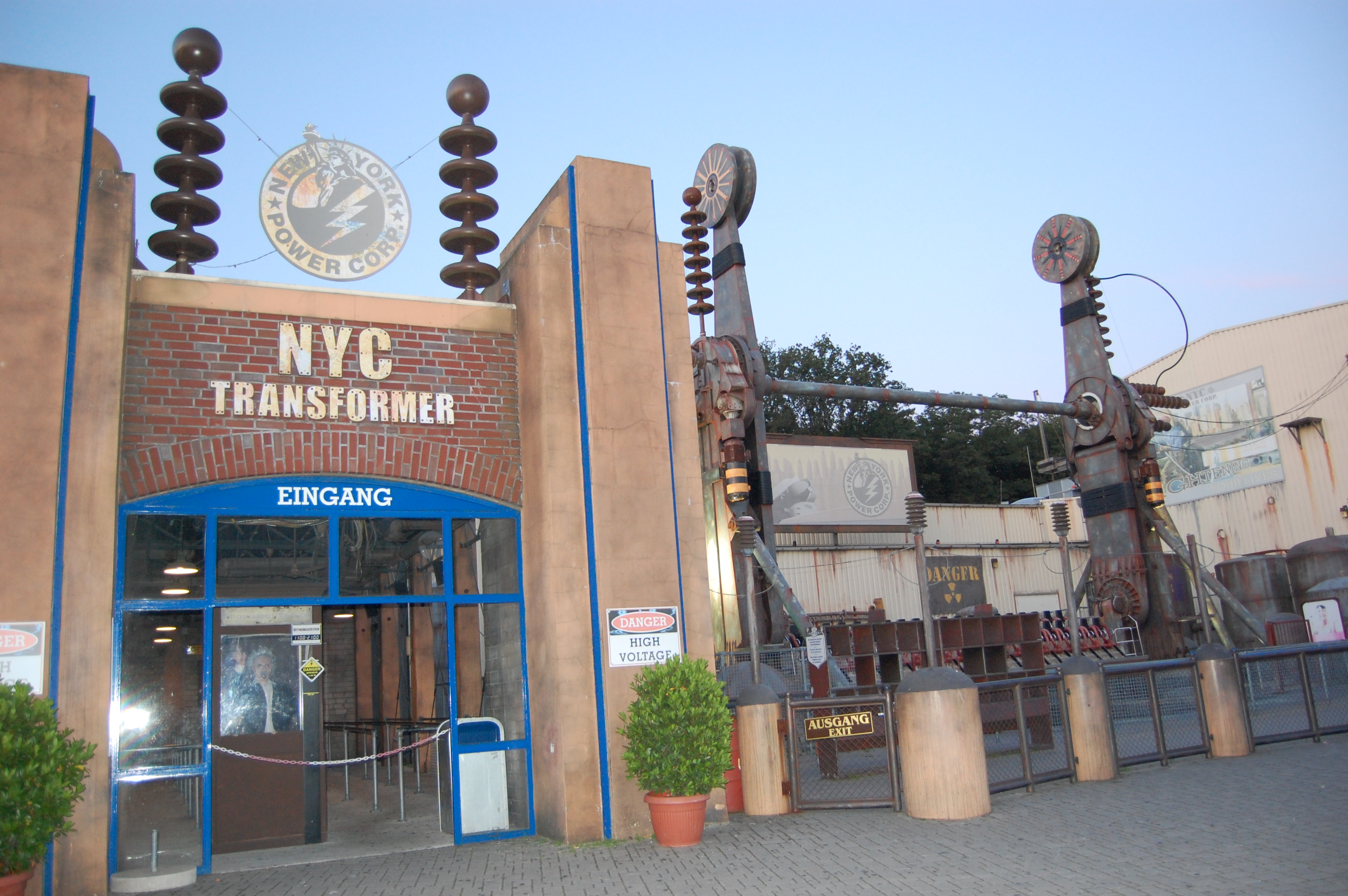
De topspin NYC Transformers

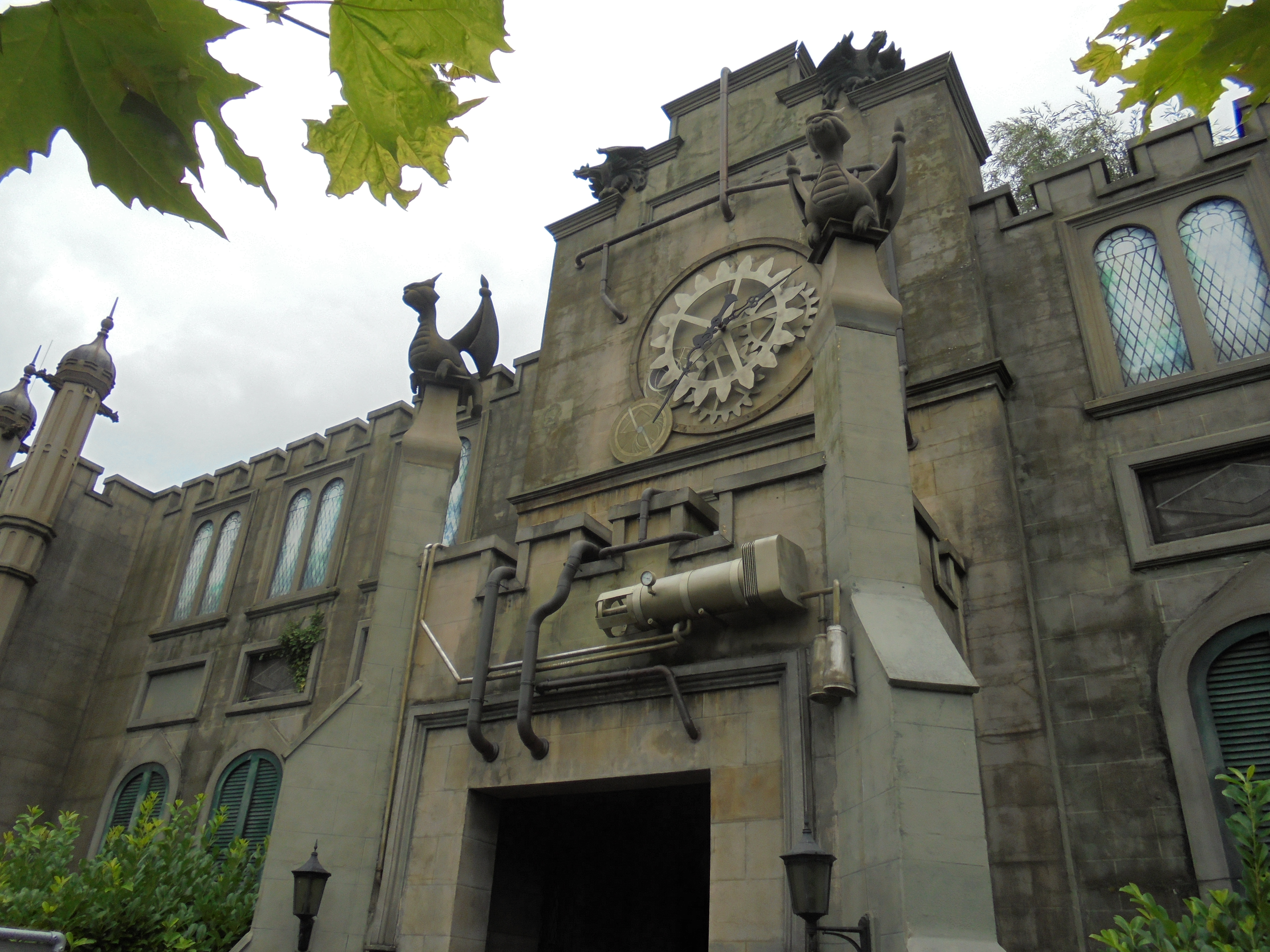
Ingang Time Riders

Streets of New York is een themagebied in het Duitse attractiepark Movie Park Germany.
Het themagebied is gethematiseerd naar de straten van de Amerikaanse stad New York. Zo bevinden zich in de gebouwen restaurants en winkels die naar dit thema gebouwd zijn. De namen van deze horecagelegenheden verwijzen ook naar New York.
Dit themagebied heeft veel weg van de hoofdstraat in het attractiepark Universal Studios Florida in de Verenigde Staten.

## Attracties
De volgende attracties bevinden zich in dit themagebied:
| Naam                  | Omschrijving                                                                  |
| --------------------- | ----------------------------------------------------------------------------- |
| Time Riders           | Simulator, je wordt door de tijd getransporteerd en maakt de geschiedenis mee |
| NYC Transformer       | Topspin                                                                       |
| Van Helsing's Factory | Overdekte achtbaan met horroreffecten                                         |

Lijst van attracties in Movie Park Germany · Police Academy Stunt Show · afbeeldingen
Huidige attracties: Avatar Air Glider ·
Backyardigans Mission to Mars · The Bandit · Bermuda Triangle - Alien Encounter · Crazy Surfer · Dora's Big River Adventure · Fairy World Spin ·
Ghost Chasers · Jimmy Neutron's Atomic Flyer · MP Xpress · Excalibur - Secrets of the Dark Forest · NYC Transformer · Roxy · Side Kick · SpongeBob Splash Bash · Star Trek: Operation Enterprise · The High Fall · The Lost Temple · Time Riders · Van Helsing's Factory
Voormalige attracties: Batman Adventure · Cop Car Chase · Danny Phantom Ghost Zone · Gremlins Invasion · Ice Age Adventure · Josie's Bath House · Looney Tunes Adventure · Studio Tour · Unendliche Geschichte · Mystery River
Themagebieden: Federation Plaza · Hollywood Street Set · Nickland · Santa Monica Pier · Streets of New York · The Old West